# Budesonide
Budesonide is een corticosteroïde. Het wordt gebruikt tegen astma, maar ook tegen rinitis, waaronder hooikoorts en allergieën. Het wordt bovendien gebruikt tegen ontstekingen in vooral de dikke darm.
Het geneesmiddel wordt door AstraZeneca en Dr. Falk Pharma op de markt gebracht. Het is werkzaam op de plaats waar het in contact komt met het lichaam. Budesonide wordt gebruikt tegen astma, heeft bij inhalatie meteen effect en wordt onder verschillende namen geleverd:
- Pulmicort - voor gebruik met een inhalator voor toediening door de mond
- Rhinocort - voor inhalatie door de neus
- Symbicort - gecombineerd met formoterol, voor gebruik met een inhalator voor toediening door de mond

Budesonide wordt ook voor klachten in de darmen gebruikt. 
- Budenofalk - voor gebruik in de darmen geleverd door Dr. Falk Pharma, verkrijgbaar in capsules, granulaat en rectaal schuim
- Entocort - van AstraZeneca, beschikbaar als capsule en als klysma. Het werkt dan op de kronkeldarm en het begin van de dikke darm.

Budesonide wordt minder in verband gebracht met afname van de stevigheid van de botten dan prednisolon en het kan sneller worden afgebouwd dan andere corticosteroïden. In het algemeen komen er minder bijwerkingen voor dan bij vergelijkbare medicijnen.
Budesonide, samen gebruikt met azathioprine, geeft significant minder bijwerkingen bij de behandeling van auto-immuunhepatitis AIH dan de gebruikelijke combinatie met prednison.

## Covid-19
Uit Engels onderzoek bleek dat geïnhaleerde Budesonide de hersteltijden van COVID-19 patiënten boven de 50, ingenomen in de thuissituatie, met drie dagen verkort.

## Isomeer
| Budesonide     | Budesonide     |
| -------------- | -------------- |
| (22R)-isomeren | (22S)-isomeren |